# Rourea frutescens
Rourea frutescens är en tvåhjärtbladig växtart som beskrevs av Jean Baptiste Christophe Fusée Aublet. Rourea frutescens ingår i släktet Rourea och familjen Connaraceae. Inga underarter finns listade i Catalogue of Life.